# Thất Mỹ
Thất Mỹ (tiếng Trung: 七美鄉; bính âm: Qīměi Xiāng; Wade–Giles: Chʻi1-mei3 Hsiang1) là một hương tại huyện Bành Hồ, Đài Loan. Đây là đảo lớn thứ năm tại quần đảo Bành Hồ và là đảo cực nam trong nhóm. Đây là hương nhỏ nhất của huyện Bành Hồ.

## Lịch sử
Bằng chứng khảo cổ học về văn hóa tiền sử có niên đại từ 4500 năm trước được phát hiện tại thôn Nam Cảng vào năm 1983.:312, 314 Vào thời nhà Minh, trên đảo có cư dân sinh sống.:312
Đến đầu thời nhà Thanh, đảo Thất Mỹ được gọi là "đảo Nam" (南嶼) và "đảo Nam Đại" (南大嶼). Cư dân trên đảo chuyển đến đảo Vọng An lân cận và đảo được tuyên bố là vĩnh viễn hạn chế con người cư trú.:312 Đền thờ cổ nhất trên đảo được lập ra vào năm 1706.:312 Đến cuối thời Thanh, đảo thường được gọi là "đảo Đại" (大嶼). Đảo Thất Mỹ cũng như toàn bộ quần đảo bị nhượng cho Nhật Bản vào năm 1895.:312
Trong thời gian Nhật Bản cai trị, đảo là một xã 「社」 thuộc về trang Mōan 「望安庄」 (nay là Vọng An) gọi là Ō-shima「大嶼」. Hải đăng Thất Mỹ được xây dựng vào năm 1939, là hải đăng cuối cùng được xây dựng tại Đài Loan vào thời Nhật Bản cai trị. Năm 1944, khu vực được quản lý dưới quyền trang Taisho (大嶼庄) (Đại Dữ), chi thính Mōan (望安支廳), thính Hōko.
Đến thời Trung Hoa Dân Quốc, hương Đại Dữ (Dayu; 大嶼鄉) được thành lập vào ngày 11 tháng 12 năm 1945. Tên đảo và hương được đổi thành "Thất Mỹ" vào năm 1949 để nhắc đến một truyền thuyết (七美人塚) từ thời Minh,  theo đó bảy phụ nữ tự sát khi Oa khấu tập kích đảo.:212

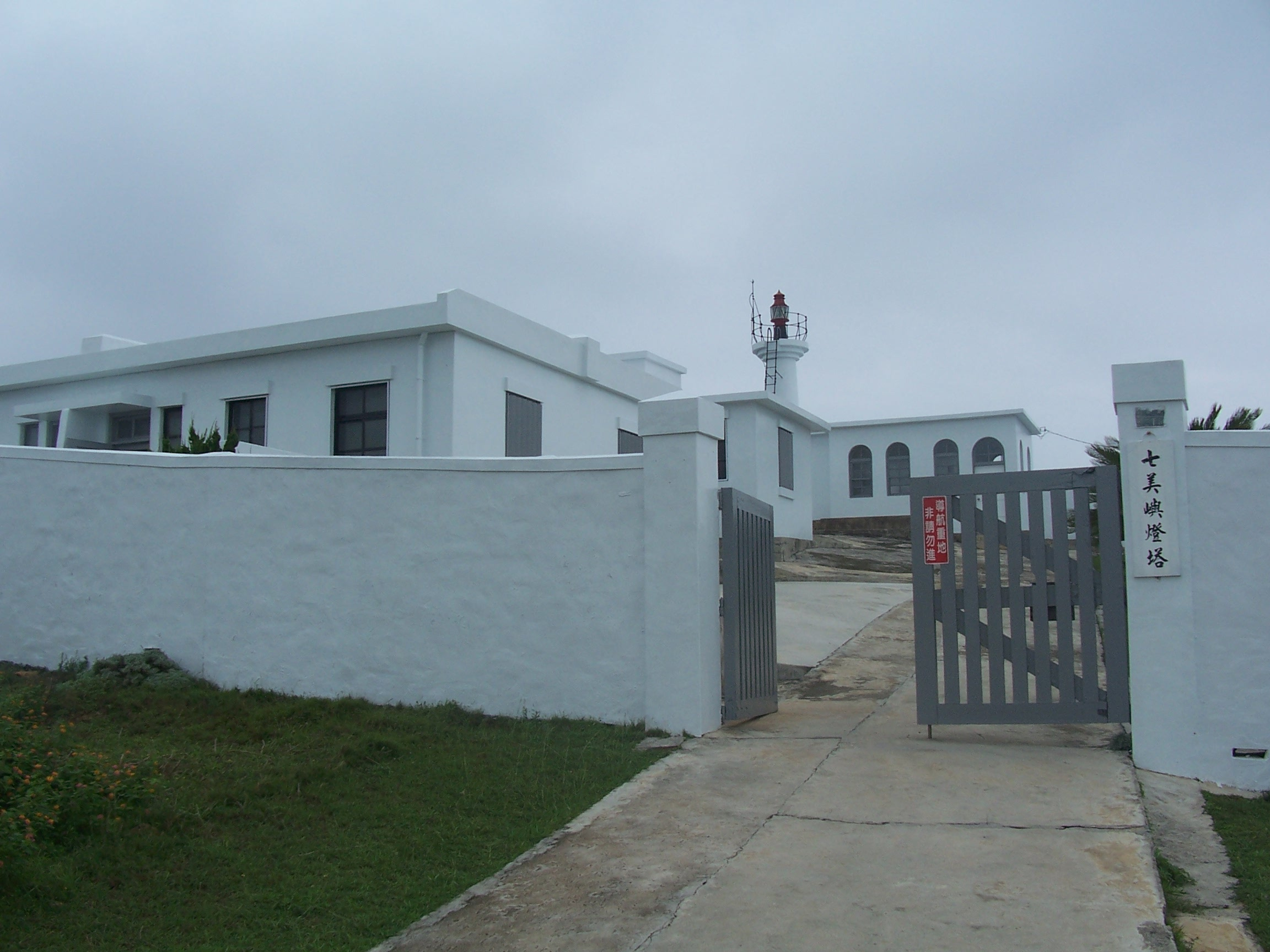
Hải đăng đảo Thất Mỹ

Năm 1966, Tổng thống Tưởng Giới Thạch tiến hành thị sát trên đảo.:313
Năm 1986, Thất Mỹ bị tác động nghiêm trọng do bão Wayne.:314
Ngày 20 tháng 4 năm 2002, Tổng thống Trần Thủy Biển đến thăm đảo và đưa ra nhận xét về các dịch vụ chăm sóc sức khỏe trong khu vực.
Ngày 24 tháng 10 năm 2019, hai tàu buôn lậu cát từ Trung Quốc với tổng số thủy thủ đoàn là 28 người đã bị bắt giữ tại vùng biển phía tây nam của hương.

## Địa lý

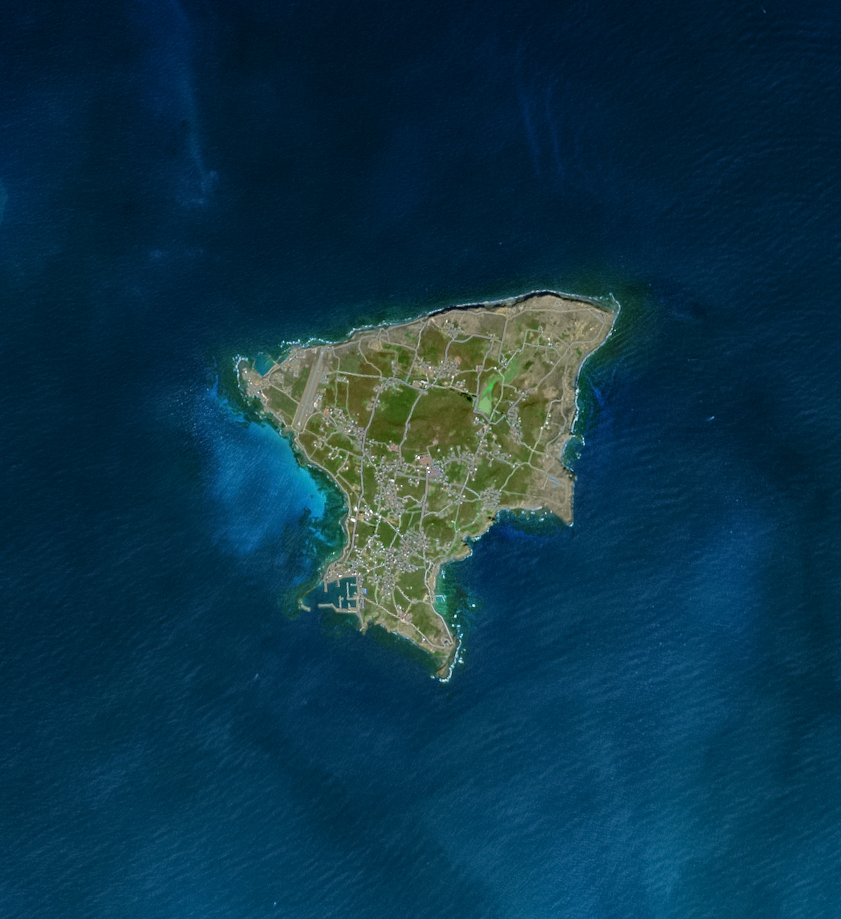
Ảnh vệ tinh đảo Thất Mỹ năm 2021

Đảo Thất Mỹ cách huyện lị là thành phố Mã Công khoảng 22 hải lý (41 km) về phía nam-tây nam. Phía đông-đông nam cách thành phố Đài Nam khoảng 44 hải lý và phía đông nam cách thành phố Cao Hùng khoảng 58 hải lý. Tổng diện tích của đảo là khoảng 6,99 km2 và chu vi của đảo là 14,40 km. Về địa hình, đảo Thất Mỹ là một hòn đảo núi vuông bị cắt xẻ; về diện tích, đây là hòn đảo lớn thứ năm trong quần đảo Bành Hồ.
Đảo Thất Mỹ là một phần của quần đảo Bành Hồ và nằm gần chí tuyến Bắc. Nhiệt độ trung bình hàng năm của đảo là 23 °C, nhiệt độ trung bình tháng 2 là 16,2 °C và nhiệt độ trung bình tháng 7 là 28,3 °C. Mặc dù được biển bao quanh nhưng do không có thảm thực vật tốt nên vào mùa hè vẫn có cảm giác khó chịu. Đảo đón gió mùa đông bắc mạnh vào mùa đông, nhiệt độ cảm nhận thấp hơn nhiệt độ không khí đến khoảng 7 độ C. Bản thân đảo Thất Mỹ không có trạm khí tượng và khí hậu của đảo có thể tham khảo thông tin liên quan từ trạm khí tượng đảo Đông Cát gần đó.
Đảo Thất Mỹ là một nền đất bằng núi vuông  cao ở phía đông và thấp ở phía tây, với tổng đường bờ biển dài 14,4 km. Toàn đảo là một địa hình địa chất bazan, hòn đảo chứa đầy đá bazan bắt nguồn từ dung nham núi lửa hóa cứng, có các khối nứt dạng cột, dạng tấm và dạng rẻ quạt. Kiểu đất bằng dung nham trải dài hàng nghìn mét, địa hình xói mòn biển bazan Đại Loan, mạch đá bazan hòn Vọng phu, cấu tạo nếp gấp nền xói mòn biển Long Trình, cột xói mòn biển phân nhánh, rãnh xói mòn biển, vách đá biển Hạ Hạng, bãi biển sỏi, hố hồ, đăng đá Bành Hồ.
Keo dậu là một loại cây được du nhập trong thời kỳ Nhật Bản cai trị, do sức sống mạnh mẽ và khả năng thích nghi với môi trường địa phương nên đã trở thành thảm thực vật phân bố rộng rãi nhất trên đảo Thất Mỹ. Bông ổi được đưa vào đảo Thất Mỹ thông qua phân của các loài chim di cư, sau khi lan rộng nhanh chóng nó hiện là loài thực vật hoang dã nhiều thứ nhì ở đảo.
Do xói mòn lâu năm của đảo Thất Mỹ, đã hình thành địa hình thung lũng ở phía bắc của thôn Tây Hồ và phía tây của thôn Bình Hòa. Tuy nhiên, do ảnh hưởng của thổ nhưỡng, lượng mưa và gió mùa đông bắc, đất nông nghiệp chỉ có thể trồng trọt các loại cây trồng cạn, chăn nuôi hoặc trồng trọt không phổ biến. Ở tây nam đảo là ngư trường, ngư nghiệp tại đây có sự phát triển cao.

## Nhân khẩu
Theo thống kê từ phòng Nội chính của chính quyền huyện Bành Hồ, đến cuối năm 2022, số hộ gia đình vào khoảng 1,5 nghìn hộ, dân số khoảng 3,9 nghìn người, trở thành khu hành chính có dân số ít nhất huyện Bành Hồ. Các thôn có dân số lớn nhất và nhỏ nhất trong hương lần lượt là thôn Nam Cảng và thôn Đông Hồ, với dân số là 1.373 và 278 vào cuối năm 2022.

## Hành chính
Hương gồm có 6 thôn:
- Đông Hồ (東湖村, Donghu)
- Tây Hồ (西湖村, Xihu)
- Trung Hòa (中和村, Zhonghe})
- Bình Hòa (平和村, Pinghe)
- Hải Phong (海豐村, Haifeng)
- Nam Cảng (南港村, Nangang)

## Kinh tế

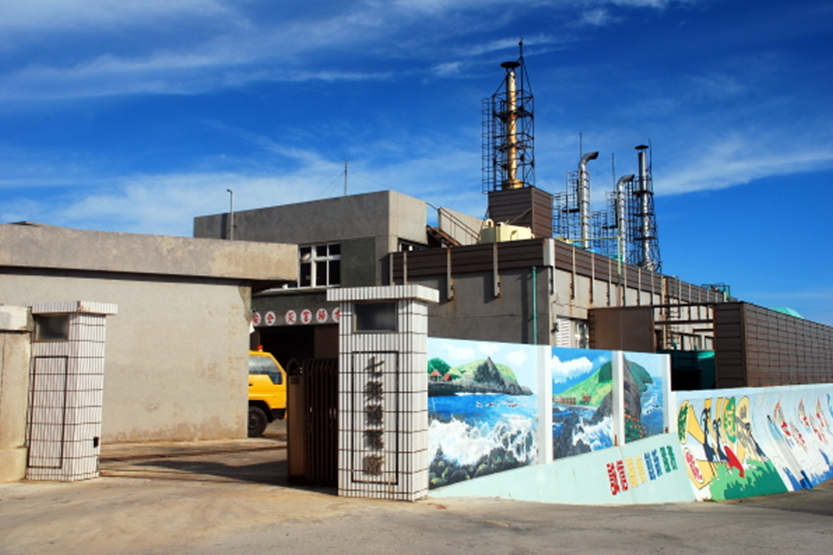
Nhà máy điện Thất Mỹ

Các ngành kinh tế ở Thất Mỹ bao gồm nuôi trồng thủy sản, đánh cá, trồng trọt và chăn nuôi. Nuôi trồng thủy sản là một ngành kinh tế chính ở Thất Mỹ. Do không bị ô nhiễm nguồn nước nên nghề nuôi trồng thủy sản có chất lượng cao, sản lượng dồi dào, trong đó tiêu biểu nhất là nghề nuôi bào ngư chín lỗ, gồm hai loại bào ngư chín lỗ trân châu và bào ngư chín lỗ phỉ thúy. "Lễ hội ẩm thực bào ngư chín lỗ" được tổ chức vào tháng 7 hàng năm, có thể thu hút một lượng lớn khách du lịch.
Do vùng biển xung quanh đảo là nơi các dòng hải lưu gặp nhau, hình thành nên một ngư trường giàu tài nguyên cá nên ngư nghiệp đã trở thành một ngành quan trọng của hương Thất Mỹ từ thời xưa. Tuy nhiên, do tình trạng di cư nghiêm trọng khỏi đảo trong những năm gần đây và chi phí vận chuyển hàng hóa đánh bắt tăng cao nên thu nhập của ngư dân còn hạn chế, phần lớn chỉ đáp ứng được nhu cầu sinh hoạt cơ bản.
Đất nông nghiệp ở hương Thất Mỹ đạt 385,54 ha, chiếm 61,19% diện tích đất. Tuy nhiên, bị hạn chế bởi yếu tố khí hậu nên không có nhiều loại cây trồng thích hợp, chủ yếu là lạc, khoai lang, ngô và các loại rau vụ đông, ngoài ra còn có một số cây trồng đặc trưng của địa phương như lộc giác thảo. Trong những năm gần đây, tình trạng di cư diễn ra nghiêm trọng, dẫn đến tỷ lệ đất canh tác bị bỏ hoang cao.
Do giao thông không thuận tiện và thiếu vật tư nên hương Thất Mỹ tự cung tự cấp về chăn nuôi, chủ yếu là dê, gà, bò, vịt , ngỗng. Bò, cừu trên đảo được nuôi theo phương thức chăn thả tự nhiên, được ăn các loại cỏ dại không ô nhiễm môi trường nên thịt thơm ngon. Trong những năm gần đây, nhu cầu thị trường về thịt cừu tăng đáng kể và sản lượng cũng tăng đáng kể.

## Giao thông

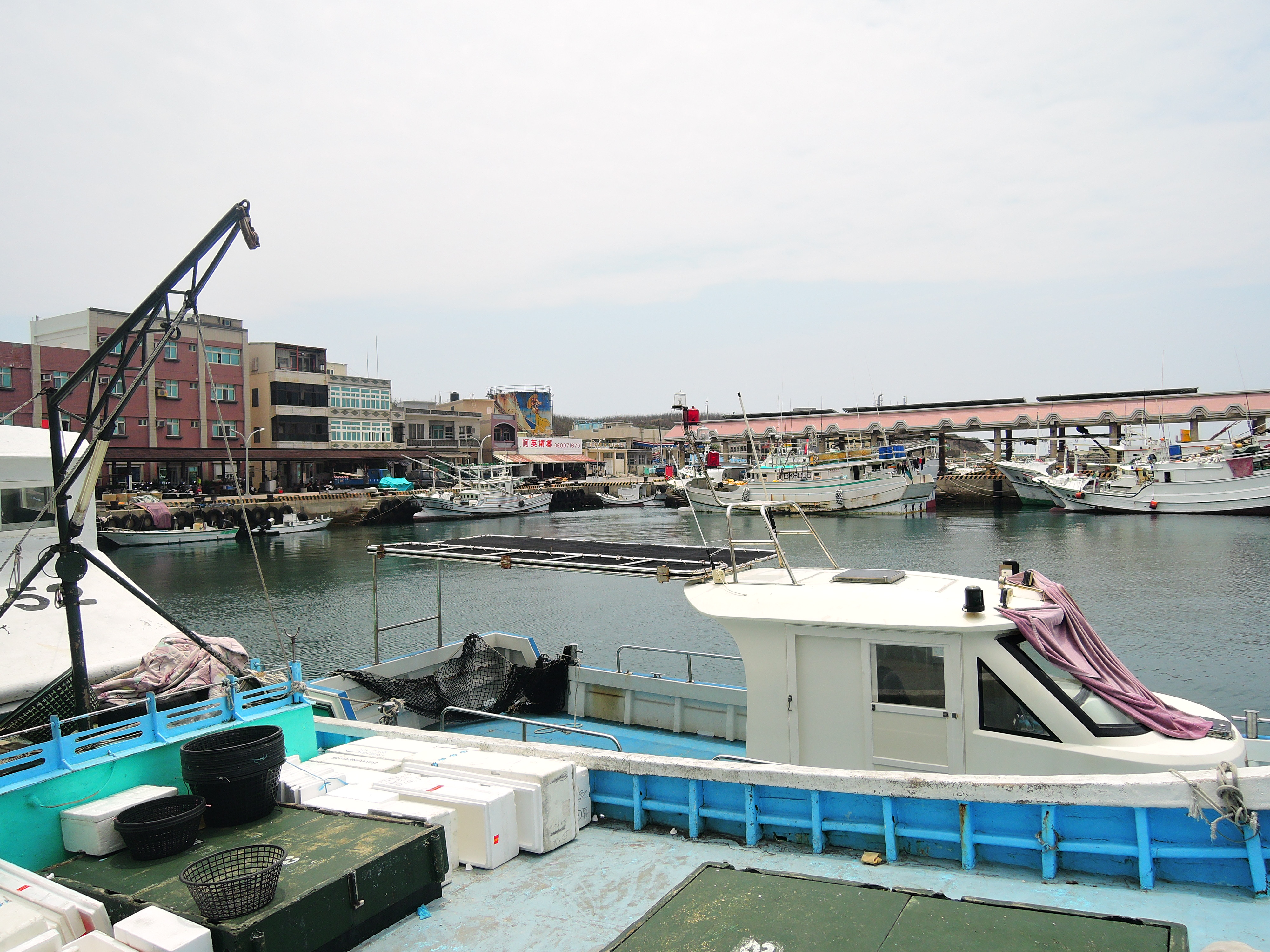
Cảng Nam Hỗ

Sân bay Thất Mỹ nằm tại thôn Bình Hòa, là sân bay duy nhất của đảo. Ban đầu nó do Chính quyền huyện điều hành. Tháng 5 năm 1991, sân bay được chuyển giao cho Cục Hàng không Dân dụng, thành lập trạm hàng không Thất Mỹ do sân bay Bành Hồ phụ trách giám sát và quản lý. Trong những ngày đầu, có các đường bay đến Cao Hùng và Mã Công, sau này Mandarin Airlines đã rút khỏi tuyến bay này do thua lỗ không thể gánh được. Hiện tại, Daily Air Corporation tiếp quản hoạt động và có hai chuyến bay đến Cao Hùng và Mã Công mỗi ngày.
Cảng Nam Hỗ nằm trong vùng trũng núi ở cuối phía tây nam của đảo Thất Mỹ, không bị ảnh hưởng bởi gió mùa đông bắc, là cảng chính của đảo. Tuy nhiên, nó cũng bị hạn chế bởi địa hình, ít đất đai và hạn chế phát triển. Hiện tại, trên tuyến đường biển giữa Thất Mỹ và Mã Công có các tàu công cộng Nam Hải chi tinh 2, Nam Hải chi tinh chạy định kỳ, ngoài ra còn có tàu tư nhân du lịch chạy không định kỳ, hành trình nhanh nhất mất khoảng 80 phút. Tuyến đường biển giữa Thất Mỹ và Cao Hùng có các chuyến vận chuyển không định kỳ (phải xác nhận trước), chủ yếu chở hàng hóa dân sinh. Kể từ tháng 12 năm 1996, có thêm tàu Duyên Hữu chạy giữa Thất Mỹ và An Bình, Đài Nam, là tàu chở hàng 500 tấn, điều này giúp giải tỏa tình trạng thiếu hụt bất thường nguồn cung cấp vật tư dân sinh của người dân trên đảo.

## Tôn giáo
Hầu hết tổ tiên của cư dân hương Thất Mỹ đến từ phủ Tuyền Châu, tỉnh Phúc Kiến, Trung Quốc đại lục, và phần lớn trong số họ đến từ đảo Kim Môn ở huyện Đồng An. Do vậy, hầu hết tín ngưỡng tôn giáo của họ đều bắt nguồn từ Mân Nam, tức miền nam Phúc Kiến. Hầu hết dân đảo tin vào Đạo giáo, sau đó là Phật giáo, và ít nhất là Thiên chúa giáo. Trong số đó, Giáo hội Trưởng lão Cơ Đốc Đài Loan đã thành lập nhà thờ Thất Mỹ trên đảo, đây là nhà thờ Thiên chúa giáo duy nhất ở hương này. Cung Ngô phủ nằm ở thôn Hải Phong, và vị thần chính của ngôi đền là Tướng quân Ngô Tất Lực. Chùa Ngọc Liên nằm ở thôn Tây Hồ, dựng năm 1827, vị thần chính là Quan âm Bồ Tát.

## Du lịch

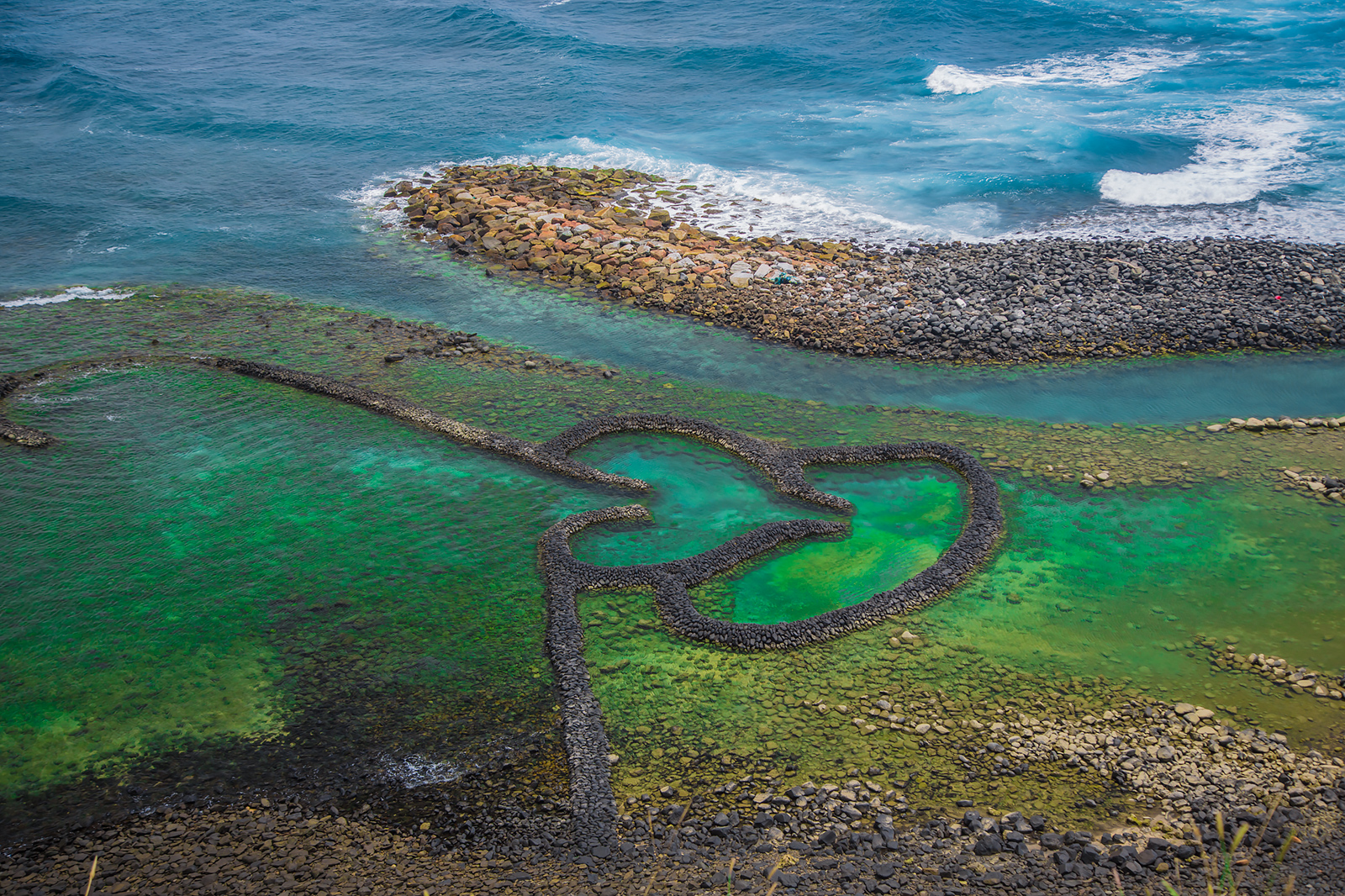
Thạch hỗ song tâm Thất Mỹ

Thạch hỗ (đăng bắt cá bằng đá) là một phương tiện bắt cá thường thấy trên bờ biển Bành Hồ, hình dạng điển hình nhất là do hai thạch hỗ hình trái tim tạo thành nên được gọi là "thạch hỗ song tâm", trong đó cái ở thôn Đông Hồ ở góc đông bắc đảo Thất Mỹ là nổi tiếng nhất. Nguyên lý bắt cá của thạch hỗ là tận dụng thủy triều lên xuống để xây dựng hai bờ kè dài hình vòng cung ở vùng bãi triều, kéo dài từ vùng nước nông đến vùng nước sâu, và tạo thành hình móc câu ở cuối phía nước sâu. Khi thủy triều lên, đàn cá theo nước biển vào kè đá ăn rong, sau khi thủy triều rút, kè đá cao hơn mặt biển, cá bị chặn không cho bơi trở lại, mắc kẹt trong hồ, và ngư dân sử dụng nó để đánh bắt cá.
Có ít hơn 600 thạch hỗ trên toàn thế giới, trong đó trên 574 cái ở Bành Hồ. Mặc dù chỉ có một thạch hỗ duy nhất ở hương Thất Mỹ nhưng nó đã trở thành tâm điểm của khách du lịch vì hình dáng tuyệt đẹp của nó.

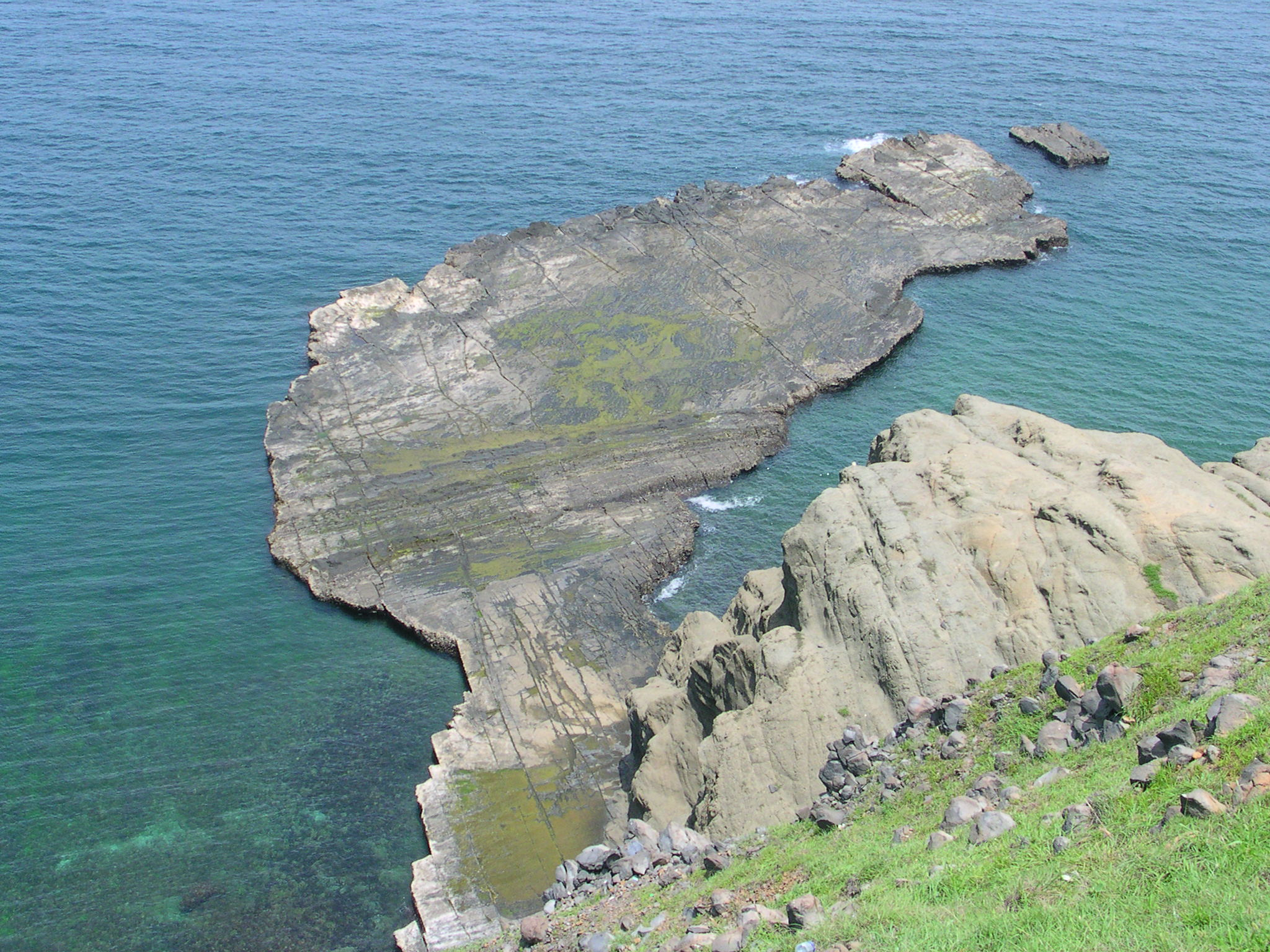
Tiểu Đài Loan

"Tiểu Đài Loan" nằm ở bờ biển phía đông của đảo Thất Mỹ, là một nền xói mòn biển tự nhiên, khi thủy triều xuống, nền xói mòn biển trông giống như đảo Đài Loan. Tiểu Đài Loan và thạch hỗ song tâm là các cảnh quan trọng điểm của Thất Mỹ.
Hồ chứa Thất Mỹ là hồ chứa duy nhất và là nguồn cung cấp nước chính của hương Thất Mỹ, diện tích lưu vực là 1,137 km2, diện tích mặt nước khi đầy là 11,395 ha và tổng dung tích chứa nước là 228.000 mét khối. Hồ chứa cũng là nơi sinh sống của các loài chim nước ở khu vực lân cận và là nơi lý tưởng để ngắm chim.
Hải đăng đảo Thất Mỹ, còn được gọi là hải đăng Thất Mỹ và hải đăng Nam Hồ, được xây dựng vào năm 1937. Đây là ngọn hải đăng ở cực nam và là ngọn hải đăng được xây muộn nhất ở Bành Hồ. Sau khi trùng tu năm 1989, tháp cao 8,3m, thắp 8.000 ngọn nến, ánh sáng tháp có thể chiếu xa 19 hải lý.
Ngoài ra, hương Thất Mỹ còn có các danh lam thắng cảnh nổi tiếng khác như núi tách nhỏ, bãi trâu mẹ, khu phong cảnh sư tử lớn, hòn vọng phu.